# Снидс (Флорида)
Снидс (англ. Sneads) — небольшой город (таун), расположенный в округе Джэксон (штат Флорида, США) с населением в 1919 человек по статистическим данным переписи 2000 года.

## География
По данным Бюро переписи населения США, Снидс имеет общую площадь в 11,91 квадратных километров, из которых 11,4 кв. километров занимает земля и 0,52 кв. километров — вода. Площадь водных ресурсов округа составляет 4,37 % от всей его площади.
Город Снидс расположен на высоте 36 м над уровнем моря.

## Демография
По данным переписи населения 2000 года в Снидсe проживало 1919 человек, 554 семьи, насчитывалось 796 домашних хозяйств и 887 жилых домов. Средняя плотность населения составляла около 161,13 человек на один квадратный километр. Расовый состав населённого пункта распределился следующим образом: 79,05 % белых, 16,78 % — чёрных или афроамериканцев, 0,89 % — коренных американцев, 0,10 % — азиатов, 1,25 % — представителей смешанных рас, 1,93 % — других народностей. Испаноговорящие составили 3,34 % от всех жителей.
Из 796 домашних хозяйств в 31,7 % воспитывали детей в возрасте до 18 лет, 50,6 % представляли собой совместно проживающие супружеские пары, в 13,6 % семей женщины проживали без мужей, 30,4 % не имели семей. 27,3 % от общего числа семей на момент переписи жили самостоятельно, при этом 12,6 % составили одинокие пожилые люди в возрасте 65 лет и старше. Средний размер домашнего хозяйства составил 2,41 человек, а средний размер семьи — 2,90 человек.
Население города по возрастному диапазону по данным переписи 2000 года распределилось следующим образом: 25,5 % — жители младше 18 лет, 9,0 % — между 18 и 24 годами, 26,5 % — от 25 до 44 лет, 24,5 % — от 45 до 64 лет и 14,5 % — в возрасте 65 лет и старше. Средний возраст жителей составил 37 лет. На каждые 100 женщин в Снидсe приходилось 95,8 мужчин, при этом на каждые сто женщин 18 лет и старше приходилось 90,9 мужчин также старше 18 лет.
Средний доход на одно домашнее хозяйство составил 30 690 долларов США, а средний доход на одну семью — 37 162 доллара. При этом мужчины имели средний доход в 25 917 долларов США в год против 23 674 доллара среднегодового дохода у женщин. Доход на душу населения составил 30 690 долларов в год. 11,2 % от всего числа семей в населённом пункте и 17,2 % от всей численности населения находилось на момент переписи населения за чертой бедности, при этом 27,1 % из них были моложе 18 лет и 11,0 % — в возрасте 65 лет и старше.